# Fidonia atlanticaria
Fidonia atlanticaria là một loài bướm đêm trong họ Geometridae.